# Zapoï
 (janvier 2012).
Si vous disposez d'ouvrages ou d'articles de référence ou si vous connaissez des sites web de qualité traitant du thème abordé ici, merci de compléter l'article en donnant les références utiles à sa vérifiabilité et en les liant à la section « Notes et références ».
Le Zapoï est un phénomène de société russe se traduisant par la consommation d'alcool pendant une longue durée, conduisant à une ivresse de plusieurs jours.

## Description
Cette pratique consiste en l'absorption d'alcool de manière importante dans le but de parvenir à une ivresse suffisante pour s'endormir. Le zapoï peut se prolonger plusieurs jours, la personne buvant de nouveau en reprenant conscience pour éviter la gueule de bois.
Cette pratique fait des ravages en Russie, notamment dans les zones rurales lorsque les conditions climatiques imposent de rester à son domicile.
Selon certains auteurs (Limonov, Erofeev) cette pratique consiste à boire de l'alcool plusieurs jours de suite jusqu'à ne se souvenir de rien et de se retrouver parfois loin de chez soi à la fin du « Zapoï ».
Autre définition citée par Sarah Cook (exposé à la London School of Hygiene & Tropical Medicine, 17 juin 2014) : période d'ivresse continue de deux jours ou plus pendant laquelle la personne est exclue de la vie normale.
Une étude dans la ville d'Ijevsk montre l'importance du phénomène : prévalence de 10 % chez les hommes adultes (25-54 ans) d'au moins un épisode de zapoï au cours des douze derniers mois.
Le Zapoï a des conséquences néfastes sur la santé, l'espérance de vie des hommes étant en 2005 de 59 ans et 11 mois, contre 73 ans pour les femmes. Selon une étude de 2014, 35 % des décès d’hommes avant 55 ans sont causés par une trop forte consommation d'alcool.
Le terme a été repris en 2016 pour dénommer une formule du Groland sur Canal+ (jeu de mots avec zapping).